# Frey Krisztián
Frey Krisztián (Budapest, 1929. június 7. – Zürich, 1997. július 5.) magyar festőművész.

## Életpályája
Autodidakta művész. Az 1960-as évektől volt kiállító művész. 1964-ben Németországban, 1967-ben Olaszországban volt tanulmányúton. 1968–1969 között részt vett az Iparterv-csoport kiállításain. 1970-ben Zürichbe emigrált. 1974-ig festette szürke vásznait és papírképeit, majd zenetörténeti tanulmányokat folytatott; felfedezte a zene és a matematika közötti rokonságot. 1976-tól komputerművészettel foglalkozott. 1976-tól rézkarcokat készített, amelyeken a szimmetria, a tükröződés elvét alkalmazta. 1992-től Magyarországon és Svájcban élt.

### Munkássága
Sokféle stílussal kísérletezett; festett és szobrászkodott is. Az írásra mint kompozíciós elemre véletlenül talált rá. Az írás, a szöveg használata azonban csak később, az 1960-as évek közepén, a szürke képeken vált meghatározó elemmé, tudatos módszerré. 1958-ban tájképi inspirációból egy alkonyati fényekben ábrázolt balatonparti képe kapcsán született első szürke képe, amely az 1960-as években sorozattá teljesedett. Hatással volt rá Jackson Pollock és Willem de Kooning művészete. Világosszürke képein az érzelmi-indulati töltésű ecsetírás, a gravitációnak engedelmeskedő lecsurgó festék figurális elemekkel és írásjelekkel párosult. Ezeken az ún. szkriptorális képeken a sok esetben nem valódi, kvázi szövegek ábrázolásakor főként a kalligrafikus megjelenítés, a lélekállapotot kivetítő dinamikus vonalvezetés a döntő. A képek felületére alkalmazott hétköznapi tárgyak kiválasztásakor azonban úgy tűnik, szarkazmusának is hangot adva, az egyetemes és a magyar művészet viszonyának ellentmondásaira is rávilágított. Ezután abbahagyta a festészetet és grafikát, matematikát és programozást tanult, a véletlen számok törvényével és alkalmazásával foglalkozott. Az 1980-as évek elejétől készítette az ún. sztochasztikus képeit, melyeken a véletlenszámok uralmát vizsgálta egy pontosan körülhatárolt folyamatban. Az 1990-es években újra manuálisan dolgozott, de folytatta a matematikai rendszerek által formált munkáit, melyeket algebrai művészetként definiált. A Körmendi-Csák Gyűjteményben (Budapest) és Dr. Adorjáni Csaba (Zürich) magángyűjteményében is megtalálhatók művei.

## Kiállításai

### Egyéni
- 1967 Rákosliget
- 1968, 1991, 1995 Budapest
- 1971-1972, 1980-1982 Zürich
- 1993 Berlin
- 1994 Prága

### Válogatott, csoportos
- 1960 Kaposvár, Siófok
- 1962-1963 Kaposvár
- 1966 Újpest
- 1969, 1980, 1992-1993, 1996-1997 Budapest
- 1972-1973, 1981 Zürich
- 1992, 1998 Bécs
- 1993 Hannover
- 1994 Párizs
- 1996 Graz
- 1998 Szombathely

## Festményei
- Dorothea nővér (1964)
- Rákosligeti képek (1965-1967)
- Minden csak mulandó hasonlat (1969)